# رونالدو ليموس
رونالدو ليموس (بالبرتغالية: Ronaldo Lemos‏) هو عالم حاسوب ومحامي برازيلي، ولد في 25 مارس 1976 في اراغواري في البرازيل.